# 오슬로피오르
오슬로피오르(노르웨이어: Oslofjorden)는 노르웨이 동남부의 만이다. 피오르의 길이는 약 120km로, 해안으로부터 오슬로까지 북쪽으로 길게 뻗다가 동쪽으로 틀어 다시 남쪽으로 내려간다. 1624년부터 1925년까지는 크리스티아니아피오르(노르웨이어: Christianiafjorden, Kristianiafjorden)로 불렸는데, 이 시기에 오슬로의 이름이 크리스티아니아였기 때문이다.
오슬로를 포함해 오슬로피오르 주변에는 약 196만 명이 살고 있다. 노르웨이 인구의 40% 이상은 오슬로피오르에서 차로 45분 거리 이내에 거주한다.
만 내부에는 수많은 섬이 있다. 여름에는 휴양지로 인기가 많으며, 카약, 카누, 돛단배, 낚시 등의 활동을 하러 많은 사람이 모인다.